# 12. til 21. etape af Vuelta a España 2017
Vuelta a España 2017 var den 72. udgave af cykelløbet Vuelta a España, en af cykelsportens Grand Tours. Løbet startede i Nîmes, Frankrig, den 19. august. Løbet sluttede i Madrid den 10. september.

## Klassementer
| Trøje                  | Trøje                                              | Trøje                   | Trøje                                                  |
| ---------------------- | -------------------------------------------------- | ----------------------- | ------------------------------------------------------ |
| Røde førertrøje        | Betegner den førende rytter i den samlede stilling | Grønne pointtrøje       | Betegner den førende rytter i pointkonkurrencen        |
| Blåprikkede bjergtrøje | Betegner den førende rytter i bjergkonkurrencen    | Hvide kombinationstrøje | Betegner den førende rytter i kombinationskonkurrencen |

## 12. etape
31. august 2017 — Motril – Antequera, 160,1 km
| Nr. | Rytter                    | Hold                   | Tid        |
| --- | ------------------------- | ---------------------- | ---------- |
| 1   | Tomasz Marczyński (POL)   | Lotto-Soudal           | 3h 56' 45" |
| 2   | Omar Fraile (ESP)         | Team Sky               | + 52"      |
| 3   | José Joaquín Rojas (ESP)  | Movistar Team          | + 52"      |
| 4   | Paweł Poljański (POL)     | Bora-Hansgrohe         | + 52"      |
| 5   | Stef Clement (NED)        | Team LottoNL-Jumbo     | + 52"      |
| 6   | Brendan Canty (AUS)       | Cannondale-Drapac      | + 1' 42"   |
| 7   | Anthony Perez (FRA)       | Cofidis                | + 2' 50"   |
| 8   | Jan Polanc (SVN)          | UAE Team Emirates      | + 2' 50"   |
| 9   | Andreas Schillinger (GER) | Bora-Hansgrohe         | + 2' 50"   |
| 10  | David Arroyo (ESP)        | Caja Rural-Seguros RGA | + 3' 00"   |

| Nr. | Rytter                   | Hold                 | Tid         |
| --- | ------------------------ | -------------------- | ----------- |
| 1   | Chris Froome (GBR)       | Team Sky             | 49h 22' 53" |
| 2   | Vincenzo Nibali (ITA)    | Bahrain-Merida       | + 59"       |
| 3   | Esteban Chaves (COL)     | Orica-Scott          | + 2' 13"    |
| 4   | David de la Cruz (ESP)   | Quick-Step Floors    | + 2' 16"    |
| 5   | Wilco Kelderman (NED)    | Team Sunweb          | + 2' 17"    |
| 6   | Ilnur Zakarin (RUS)      | Team Katusha-Alpecin | + 2' 18"    |
| 7   | Fabio Aru (ITA)          | Astana Pro Team      | + 2' 37"    |
| 8   | Michael Woods (CAN)      | Cannondale-Drapac    | + 2' 41"    |
| 9   | Alberto Contador (ESP)   | Trek-Segafredo       | + 3' 13"    |
| 10  | Miguel Ángel López (COL) | Astana Pro Team      | + 3' 51"    |

## 13. etape
1. september 2017 — Coín – Tomares, 198,4 km
| Nr. | Rytter                     | Hold              | Tid        |
| --- | -------------------------- | ----------------- | ---------- |
| 1   | Matteo Trentin (ITA)       | Quick-Step Floors | 4h 25' 13" |
| 2   | Gianni Moscon (ITA)        | Team Sky          | + 0"       |
| 3   | Søren Kragh Andersen (DEN) | Team Sunweb       | + 0"       |
| 4   | Michael Schwarzmann (GER)  | Bora-Hansgrohe    | + 0"       |
| 5   | Tom Van Asbroeck (BEL)     | Cannondale-Drapac | + 0"       |
| 6   | Vincenzo Nibali (ITA)      | Bahrain-Merida    | + 0"       |
| 7   | Chris Froome (GBR)         | Team Sky          | + 0"       |
| 8   | Wilco Kelderman (NED)      | Team Sunweb       | + 0"       |
| 9   | Alberto Contador (ESP)     | Trek-Segafredo    | + 0"       |
| 10  | Nicolas Roche (IRL)        | BMC Racing Team   | + 0"       |

| Nr. | Rytter                   | Hold                 | Tid         |
| --- | ------------------------ | -------------------- | ----------- |
| 1   | Chris Froome (GBR)       | Team Sky             | 53h 48' 07" |
| 2   | Vincenzo Nibali (ITA)    | Bahrain-Merida       | + 59"       |
| 3   | Esteban Chaves (COL)     | Orica-Scott          | + 2' 13"    |
| 4   | Wilco Kelderman (NED)    | Team Sunweb          | + 2' 17"    |
| 5   | David de la Cruz (ESP)   | Quick-Step Floors    | + 2' 22"    |
| 6   | Ilnur Zakarin (RUS)      | Team Katusha-Alpecin | + 2' 24"    |
| 7   | Fabio Aru (ITA)          | Astana Pro Team      | + 2' 37"    |
| 8   | Michael Woods (CAN)      | Cannondale-Drapac    | + 2' 41"    |
| 9   | Alberto Contador (ESP)   | Trek-Segafredo       | + 3' 13"    |
| 10  | Miguel Ángel López (COL) | Astana Pro Team      | + 3' 57"    |

## 14. etape
2. september 2017 — Écija – Sierra de La Pandera, 175 km
| Nr. | Rytter                   | Hold                 | Tid        |
| --- | ------------------------ | -------------------- | ---------- |
| 1   | Rafał Majka (POL)        | Bora-Hansgrohe       | 4t 42' 10" |
| 2   | Miguel Ángel López (COL) | Astana Pro Team      | + 27"      |
| 3   | Vincenzo Nibali (ITA)    | Bahrain-Merida       | + 31"      |
| 4   | Chris Froome (GBR)       | Team Sky             | + 31"      |
| 5   | Ilnur Zakarin (RUS)      | Team Katusha-Alpecin | + 31"      |
| 6   | Wilco Kelderman (NED)    | Team Sunweb          | + 31"      |
| 7   | Alberto Contador (ESP)   | Trek-Segafredo       | + 37"      |
| 8   | Wout Poels (NED)         | Team Sky             | + 46"      |
| 9   | Esteban Chaves (COL)     | Orica-Scott          | + 57"      |
| 10  | Fabio Aru (ITA)          | Astana Pro Team      | + 1' 03"   |

| Nr. | Rytter                   | Hold                 | Tid         |
| --- | ------------------------ | -------------------- | ----------- |
| 1   | Chris Froome (GBR)       | Team Sky             | 58t 30' 47" |
| 2   | Vincenzo Nibali (ITA)    | Bahrain-Merida       | + 55"       |
| 3   | Wilco Kelderman (NED)    | Team Sunweb          | + 2' 17"    |
| 4   | Ilnur Zakarin (RUS)      | Team Katusha-Alpecin | + 2' 25"    |
| 5   | Esteban Chaves (COL)     | Orica-Scott          | + 2' 39"    |
| 6   | Fabio Aru (ITA)          | Astana Pro Team      | + 3' 09"    |
| 7   | David de la Cruz (ESP)   | Quick-Step Floors    | + 3' 11"    |
| 8   | Alberto Contador (ESP)   | Trek-Segafredo       | + 3' 19"    |
| 9   | Michael Woods (CAN)      | Cannondale-Drapac    | + 3' 23"    |
| 10  | Miguel Ángel López (COL) | Astana Pro Team      | + 3' 48"    |

## 15. etape
3. september 2017 — Alcalá la Real – Alto Hoya de la Mora, Sierra Nevada, 129,4 km
| Nr. | Rytter                   | Hold                 | Tid        |
| --- | ------------------------ | -------------------- | ---------- |
| 1   | Miguel Ángel López (COL) | Astana Pro Team      | 3h 34' 51" |
| 2   | Ilnur Zakarin (RUS)      | Team Katusha-Alpecin | + 36"      |
| 3   | Wilco Kelderman (NED)    | Team Sunweb          | + 45"      |
| 4   | Esteban Chaves (COL)     | Orica-Scott          | + 47"      |
| 5   | Chris Froome (GBR)       | Team Sky             | + 47"      |
| 6   | Michael Woods (CAN)      | Cannondale-Drapac    | + 50"      |
| 7   | Vincenzo Nibali (ITA)    | Bahrain-Merida       | + 53"      |
| 8   | Wout Poels (NED)         | Team Sky             | + 53"      |
| 9   | Louis Meintjes (RSA)     | UAE Team Emirates    | + 53"      |
| 10  | Pello Bilbao (ESP)       | Astana Pro Team      | + 1' 02"   |

| Nr. | Rytter                   | Hold                 | Tid         |
| --- | ------------------------ | -------------------- | ----------- |
| 1   | Chris Froome (GBR)       | Team Sky             | 62h 06' 25" |
| 2   | Vincenzo Nibali (ITA)    | Bahrain-Merida       | + 1' 01"    |
| 3   | Ilnur Zakarin (RUS)      | Team Katusha-Alpecin | + 2' 08"    |
| 4   | Wilco Kelderman (NED)    | Team Sunweb          | + 2' 11"    |
| 5   | Esteban Chaves (COL)     | Orica-Scott          | + 2' 39"    |
| 6   | Miguel Ángel López (COL) | Astana Pro Team      | + 2' 51"    |
| 7   | Fabio Aru (ITA)          | Astana Pro Team      | + 3' 24"    |
| 8   | Michael Woods (CAN)      | Cannondale-Drapac    | + 3' 26"    |
| 9   | Alberto Contador (ESP)   | Trek-Segafredo       | + 3' 59"    |
| 10  | Wout Poels (NED)         | Team Sky             | + 5' 22"    |

## Hviledag
4. september 2017 — Logroño

## 16. etape
5. september 2017 — Circuito de Navarra – Logroño, 40,2 km, enkeltstart (ITT)
| Nr. | Rytter                  | Hold                 | Tid      |
| --- | ----------------------- | -------------------- | -------- |
| 1   | Chris Froome (GBR)      | Team Sky             | 47' 00"  |
| 2   | Wilco Kelderman (NED)   | Team Sunweb          | + 29"    |
| 3   | Vincenzo Nibali (ITA)   | Bahrain-Merida       | + 57"    |
| 4   | Ilnur Zakarin (RUS)     | Team Katusha-Alpecin | + 59"    |
| 5   | Alberto Contador (ESP)  | Trek-Segafredo       | + 59"    |
| 6   | Tobias Ludvigsson (SWE) | FDJ                  | + 1' 07" |
| 7   | Wout Poels (NED)        | Team Sky             | + 1' 11" |
| 8   | Lennard Kämna (GER)     | Team Sunweb          | + 1' 30" |
| 9   | Daniel Oss (ITA)        | BMC Racing Team      | + 1' 49" |
| 10  | Alexis Gougeard (FRA)   | Ag2r-La Mondiale     | + 1' 55" |

| Nr. | Rytter                   | Hold                 | Tid         |
| --- | ------------------------ | -------------------- | ----------- |
| 1   | Chris Froome (GBR)       | Team Sky             | 62h 53' 25" |
| 2   | Vincenzo Nibali (ITA)    | Bahrain-Merida       | + 1' 58"    |
| 3   | Wilco Kelderman (NED)    | Team Sunweb          | + 2' 40"    |
| 4   | Ilnur Zakarin (RUS)      | Team Katusha-Alpecin | + 3' 07"    |
| 5   | Alberto Contador (ESP)   | Trek-Segafredo       | + 4' 58"    |
| 6   | Miguel Ángel López (COL) | Astana Pro Team      | + 5' 25"    |
| 7   | Fabio Aru (ITA)          | Astana Pro Team      | + 6' 27"    |
| 8   | Wout Poels (NED)         | Team Sky             | + 6' 33"    |
| 9   | Esteban Chaves (COL)     | Orica-Scott          | + 6' 40"    |
| 10  | Michael Woods (CAN)      | Cannondale-Drapac    | + 7' 06"    |

## 17. etape
6. september 2017 — Villadiego – Los Machucos, Monumento Vaca Pasiega, 180,5 km
| Nr. | Rytter                   | Hold                 | Tid        |
| --- | ------------------------ | -------------------- | ---------- |
| 1   | Stefan Denifl (AUT)      | Aqua Blue Sport      | 4h 48' 52" |
| 2   | Alberto Contador (ESP)   | Trek-Segafredo       | + 28"      |
| 3   | Miguel Ángel López (COL) | Astana Pro Team      | + 1' 04"   |
| 4   | Vincenzo Nibali (ITA)    | Bahrain-Merida       | + 1' 04"   |
| 5   | Ilnur Zakarin (RUS)      | Team Katusha-Alpecin | + 1' 04"   |
| 6   | Rafał Majka (POL)        | Bora-Hansgrohe       | + 1' 04"   |
| 7   | Michael Woods (CAN)      | Cannondale-Drapac    | + 1' 13"   |
| 8   | Daniel Moreno (ESP)      | Movistar Team        | + 1' 17"   |
| 9   | Wilco Kelderman (NED)    | Team Sunweb          | + 1' 19"   |
| 10  | David de la Cruz (ESP)   | Quick-Step Floors    | + 1' 42"   |

| Nr. | Rytter                   | Hold                 | Tid         |
| --- | ------------------------ | -------------------- | ----------- |
| 1   | Chris Froome (GBR)       | Team Sky             | 67h 44' 03" |
| 2   | Vincenzo Nibali (ITA)    | Bahrain-Merida       | + 1' 16"    |
| 3   | Wilco Kelderman (NED)    | Team Sunweb          | + 2' 13"    |
| 4   | Ilnur Zakarin (RUS)      | Team Katusha-Alpecin | + 2' 25"    |
| 5   | Alberto Contador (ESP)   | Trek-Segafredo       | + 3' 34"    |
| 6   | Miguel Ángel López (COL) | Astana Pro Team      | + 4' 39"    |
| 7   | Michael Woods (CAN)      | Cannondale-Drapac    | + 6' 33"    |
| 8   | Wout Poels (NED)         | Team Sky             | + 6' 40"    |
| 9   | Fabio Aru (ITA)          | Astana Pro Team      | + 6' 45"    |
| 10  | David de la Cruz (ESP)   | Quick-Step Floors    | + 10' 10"   |

## 18. etape
7. september 2017 — Suances – Santo Toribio de Liébana, 169 km
| Nr. | Rytter                     | Hold                   | Tid        |
| --- | -------------------------- | ---------------------- | ---------- |
| 1   | Sander Armée (BEL)         | Lotto-Soudal           | 4h 09' 39" |
| 2   | Aleksej Lutsenko (KAZ)     | Astana Pro Team        | + 31"      |
| 3   | Giovanni Visconti (ITA)    | Bahrain-Merida         | + 46"      |
| 4   | Alexis Gougeard (FRA)      | Ag2r-La Mondiale       | + 1' 02"   |
| 5   | José Joaquín Rojas (ESP)   | Team Katusha-Alpecin   | + 1' 06"   |
| 6   | Alessandro De Marchi (ITA) | BMC Racing Team        | + 1' 19"   |
| 7   | Matteo Trentin (ITA)       | Quick-Step Floors      | + 1' 21"   |
| 8   | Sergio Pardilla (ESP)      | Caja Rural-Seguros RGA | + 1' 21"   |
| 9   | Antwan Tolhoek (NED)       | Team LottoNL-Jumbo     | + 1' 38"   |
| 10  | Anthony Roux (FRA)         | FDJ                    | + 1' 42"   |

| Nr. | Rytter                   | Hold                 | Tid         |
| --- | ------------------------ | -------------------- | ----------- |
| 1   | Chris Froome (GBR)       | Team Sky             | 72h 03' 50" |
| 2   | Vincenzo Nibali (ITA)    | Bahrain-Merida       | + 1' 37"    |
| 3   | Wilco Kelderman (NED)    | Team Sunweb          | + 2' 17"    |
| 4   | Ilnur Zakarin (RUS)      | Team Katusha-Alpecin | + 2' 29"    |
| 5   | Alberto Contador (ESP)   | Trek-Segafredo       | + 3' 34"    |
| 6   | Miguel Ángel López (COL) | Astana Pro Team      | + 5' 16"    |
| 7   | Michael Woods (CAN)      | Cannondale-Drapac    | + 6' 33"    |
| 8   | Fabio Aru (ITA)          | Astana Pro Team      | + 6' 33"    |
| 9   | Wout Poels (NED)         | Team Sky             | + 6' 47"    |
| 10  | Steven Kruijswijk (NED)  | Team LottoNL-Jumbo   | + 10' 26"   |

## 19. etape
8. september 2017 — Caso – Gijón, 149,7 km
| Nr. | Rytter                    | Hold               | Tid        |
| --- | ------------------------- | ------------------ | ---------- |
| 1   | Thomas De Gendt (BEL)     | Lotto-Soudal       | 3h 35' 46" |
| 2   | Jarlinson Pantano (COL)   | Trek-Segafredo     | + 0"       |
| 3   | Iván García Cortina (ESP) | Bahrain-Merida     | + 0"       |
| 4   | Rui Costa (POR)           | UAE Team Emirates  | + 0"       |
| 5   | Floris De Tier (BEL)      | Team LottoNL-Jumbo | + 0"       |
| 6   | Bob Jungels (LUX)         | Quick-Step Floors  | + 0"       |
| 7   | Romain Bardet (FRA)       | Ag2r-La Mondiale   | + 0"       |
| 8   | Nicolas Roche (IRL)       | BMC Racing Team    | + 0"       |
| 9   | Daniel Navarro (ESP)      | Cofidis            | + 0"       |
| 10  | Koen Bouwman (NED)        | Team LottoNL-Jumbo | + 0"       |

| Nr. | Rytter                   | Hold                 | Tid         |
| --- | ------------------------ | -------------------- | ----------- |
| 1   | Chris Froome (GBR)       | Team Sky             | 75h 51' 51" |
| 2   | Vincenzo Nibali (ITA)    | Bahrain-Merida       | + 1' 37"    |
| 3   | Wilco Kelderman (NED)    | Team Sunweb          | + 2' 17"    |
| 4   | Ilnur Zakarin (RUS)      | Team Katusha-Alpecin | + 2' 29"    |
| 5   | Alberto Contador (ESP)   | Trek-Segafredo       | + 3' 34"    |
| 6   | Miguel Ángel López (COL) | Astana Pro Team      | + 5' 16"    |
| 7   | Michael Woods (CAN)      | Cannondale-Drapac    | + 6' 33"    |
| 8   | Fabio Aru (ITA)          | Astana Pro Team      | + 6' 33"    |
| 9   | Wout Poels (NED)         | Team Sky             | + 6' 47"    |
| 10  | Steven Kruijswijk (NED)  | Team LottoNL-Jumbo   | + 10' 26"   |

## 20. etape
9. september 2017 — Corvera de Asturias – Alto de l'Angliru, 117,5 km
| Nr. | Rytter                  | Hold                 | Tid        |
| --- | ----------------------- | -------------------- | ---------- |
| 1   | Alberto Contador (ESP)  | Trek-Segafredo       | 3h 31' 33" |
| 2   | Wout Poels (NED)        | Team Sky             | + 17"      |
| 3   | Chris Froome (GBR)      | Team Sky             | + 17"      |
| 4   | Ilnur Zakarin (RUS)     | Team Katusha-Alpecin | + 35"      |
| 5   | Franco Pellizotti (ITA) | Bahrain-Merida       | + 51"      |
| 6   | Vincenzo Nibali (ITA)   | Bahrain-Merida       | + 51"      |
| 7   | Steven Kruijswijk (NED) | Team LottoNL-Jumbo   | + 51"      |
| 8   | Wilco Kelderman (NED)   | Team Sunweb          | + 1' 11"   |
| 9   | Romain Bardet (FRA)     | Ag2r-La Mondiale     | + 1' 25"   |
| 10  | Michael Woods (CAN)     | Cannondale-Drapac    | + 1' 36"   |

| Nr. | Rytter                   | Hold                 | Tid         |
| --- | ------------------------ | -------------------- | ----------- |
| 1   | Chris Froome (GBR)       | Team Sky             | 79h 23' 37" |
| 2   | Vincenzo Nibali (ITA)    | Bahrain-Merida       | + 2' 15"    |
| 3   | Ilnur Zakarin (RUS)      | Team Katusha-Alpecin | + 2' 51"    |
| 4   | Alberto Contador (ESP)   | Trek-Segafredo       | + 3' 11"    |
| 5   | Wilco Kelderman (NED)    | Team Sunweb          | + 3' 15"    |
| 6   | Wout Poels (NED)         | Team Sky             | + 6' 45"    |
| 7   | Michael Woods (CAN)      | Cannondale-Drapac    | + 7' 56"    |
| 8   | Miguel Ángel López (COL) | Astana Pro Team      | + 8' 59"    |
| 9   | Steven Kruijswijk (NED)  | Team LottoNL-Jumbo   | + 11' 04"   |
| 10  | Tejay van Garderen (USA) | BMC Racing Team      | + 15' 36"   |

## 21. etape
10. september 2017 — Arroyomolinos – Madrid, 117,6 km
| Nr. | Rytter                     | Hold              | Tid        |
| --- | -------------------------- | ----------------- | ---------- |
| 1   | Matteo Trentin (ITA)       | Quick-Step Floors | 3h 06' 25" |
| 2   | Lorenzo Manzin (FRA)       | FDJ               | + 0"       |
| 3   | Søren Kragh Andersen (DEN) | Team Sunweb       | + 0"       |
| 4   | Tom Van Asbroeck (BEL)     | Cannondale-Drapac | + 0"       |
| 5   | Iván García Cortina (ESP)  | Bahrain-Merida    | + 0"       |
| 6   | Magnus Cort (DEN)          | Orica-Scott       | + 0"       |
| 7   | Kenneth Vanbilsen (BEL)    | Cofidis           | + 0"       |
| 8   | Sacha Modolo (ITA)         | UAE Team Emirates | + 0"       |
| 9   | Michael Schwarzmann (GER)  | Bora-Hansgrohe    | + 0"       |
| 10  | Daniel Hoelgaard (NOR)     | FDJ               | + 0"       |

| Nr. | Rytter                   | Hold                 | Tid         |
| --- | ------------------------ | -------------------- | ----------- |
| 1   | Chris Froome (GBR)       | Team Sky             | 82h 30' 02" |
| 2   | Vincenzo Nibali (ITA)    | Bahrain-Merida       | + 2' 15"    |
| 3   | Ilnur Zakarin (RUS)      | Team Katusha-Alpecin | + 2' 51"    |
| 4   | Wilco Kelderman (NED)    | Team Sunweb          | + 3' 15"    |
| 5   | Alberto Contador (ESP)   | Trek-Segafredo       | + 3' 18"    |
| 6   | Wout Poels (NED)         | Team Sky             | + 6' 59"    |
| 7   | Michael Woods (CAN)      | Cannondale-Drapac    | + 8' 27"    |
| 8   | Miguel Ángel López (COL) | Astana Pro Team      | + 9' 13"    |
| 9   | Steven Kruijswijk (NED)  | Team LottoNL-Jumbo   | + 11' 18"   |
| 10  | Tejay van Garderen (USA) | BMC Racing Team      | + 15' 50"   |